# Wrymouten
Wrymouten (Cryptacanthodidae) zijn een familie van straalvinnige vissen uit de orde van Baarsachtigen (Perciformes).

## Geslacht
- Cryptacanthodes Storer, 1839